# Eurobowl X
Der Eurobowl X war das Endspiel der zehnten Saison der European Football League. Am 6. Juli 1996 standen sich die Hamburg Blue Devils und die Aix-en-Provence Argonautes im Stuttgarter Gottlieb-Daimler-Stadion gegenüber. Mit einem 21:14-Sieg konnten die Hamburger ihren ersten Eurobowl-Titel feiern. Nach dem Erfolg der Düsseldorf Panther im Vorjahr, war es der zweite Titelgewinn für ein deutsches Team.

## Scoreboard
|                                   |                                  |  | Eurobowl X          |                           |                            |  |                                            |
|                                   | Stuttgart 6. Juli 1996 20:00 Uhr |  | Hamburg Blue Devils | \| \| 21 : 14 \| \| \| \| | Aix-en-Provence Argonautes |  | Gottlieb-Daimler-Stadion Zuschauer: 17.000 |
| (0:7, 6:0, 8:7, 7:0) Spielbericht | Stuttgart 6. Juli 1996 20:00 Uhr |  | Hamburg Blue Devils |                           | Aix-en-Provence Argonautes |  | Gottlieb-Daimler-Stadion Zuschauer: 17.000 |
|                                   | 21 : 14                          |  |                     |                           |                            |  |                                            |
|                                   |                                  |  |                     |                           |                            |  |                                            |